# Condado de James City
O Condado de James City é um dos 95 condados do estado americano de Virgínia. A sede do condado é Williamsburg, e sua maior cidade é Williamsburg. O condado possui uma área de 465 km² (dos quais 95 km² estão cobertos por água), uma população de 54 000 habitantes, e uma densidade populacional de 95 hab/km² (segundo o censo nacional de 2000). O condado foi fundado em 1634.